# 旧博博维奇农村居民点
旧博博维奇农村居民点（俄语：Старобобовичское сельское поселение）是俄罗斯联邦布良斯克州新济布科夫区所属的一个农村居民点。其下辖有10个居民点，行政中心为旧博博维奇。据2015年统计，该农村居民点的人口为1820人。